# Chingo Bling
Chingo Bling, de son vrai nom Pedro Herrera III, né le 5 septembre 1979 à Houston, au Texas, est un rappeur et producteur américain, originaire de Guadalupe, Nuevo Leon, au Mexique. Herrera publie son premier album, The Tamale Kingpin, en 2004, sur son propre label Big Chile Enterprises. Au début de 2006, Chingo Bling attire l'intérêt des labels major notamment Bad Boy Latino, Universal Records, Asylum (dirigé par Warner Music Group), Capitol Records, et Atlantic Records. Chingo Bling est reconnu par la presse spécialisée et le public comme l'un des artistes de hip-hop indépendant les plus prolifiques depuis Master P.

## Biographie
Pedro Herrera III est né le 5 septembre 1979 à Houston, au Texas. La famille de Herrera immigre depuis Valle Hermoso, Tamaulipas, au Mexique jusqu'à Houston, où il naîtra. Durant sa jeunesse, il est envoyé par ses parents au prestigieux Peddie School, situé à Hightstown, dans le New Jersey, pour lui éviter tout contact avec la criminalité,. Chingo étudie par la suite à la Trinity University de San Antonio, au Texas, et en ressort diplômé en 2001.
Herrera se lance dans la vente de ses mixtapes vers 2001 dans les marchés locaux, les marchés aux puces, et à divers endroits du Texas. Il se popularise en jouant à l'émission radio Pocos Pero Locos de Power 106 à Los Angeles. Herrera publie son premier album, The Tamale Kingpin, en 2004, sur son propre label Big Chile Enterprises,. Le 5 avril 2005, il publie son deuxième album, Chingo Bling 4 President ; c'est avec cet album que sa popularité se concrétise. Il n'atteint pas les ventes escomptés, comparé à d'autres artistes de majors, mais il attire l'attention grâce à son style comedy rap. Il est notamment diffusé sur des chaînes comme MTV et Telemundo, ainsi qu'à l'international. Certains critiques le comparent néanmoins à une version latino d'un sambo noir, une caricature chicano/mexicaine.
Au début de 2006, Chingo Bling attire l'intérêt des labels major notamment Bad Boy Latino, Universal Records, Asylum (dirigé par Warner Music Group), Capitol Records, et Atlantic Records,. Le 1er avril 2006, il annonce au Chicano Radio Network avoir signé un contrat de distribution de $80 millions avec Asylum Records. Bien qu'il maintient un statut indépendant de son label, son contrat de distribution lui permet de financer ses futurs projets. En 2007, Herrera annonce un album initialement intitulé Welcome to the Border qui sera publié sous le titre They Can't Deport Us All.

## Discographie
- 2004 : The Tamale Kingpin
- 2005 : Chingo Bling 4 President
- 2007 : They Can't Deport Us All
- 2009 : Me Vale Madre